# Ole Wæver
Ole Wæver, född 1960, är en dansk professor i internationell politik vid Institut for Statskundskab, Köpenhamns universitet.
Ole Wæver är medlem av redaktionen for European Journal of International Affairs, International Studies Perspectives, Cambridge Review of International Affairs och åtskilliga andra internationella tidskrifter och bokserier. Han har dessutom varit ansvarig utgivare för Tidsskriftet Politik, utgiven vid Institut for Statskundskab.
År 2015 utnämndes han till hedersdoktor vid Åbo universitet.